# Les Super Mamies
Les Super Mamies est une série télévisée québécoise de 45 minutes scénarisée par Lise Payette et diffusée du 9 janvier 2002 au 9 décembre 2003 à la Télévision de Radio-Canada.

## Synopsis
Quatre femmes d'âge mûr, toutes jeunes de cœur, mènent une vie débordante d'activités. N'ayant pas toujours pu consacrer à leurs enfants tout le temps qu'elles auraient voulu, elles tiennent aujourd'hui à profiter au maximum des moments privilégiés que la vie leur accorde avec des petits-enfants qu'elles adorent. 

## Distribution
- Rita Lafontaine : Monique Durand
- France Castel : Béatrice Lafond
- Louisette Dussault : Denise Laforêt
- Sophie Clément : Louison Caillé
- Jean-François Beaupré : Alain Éthier
- Roger Blay : Georges Dion
- Martin Dion : Rémi Caillé
- Jacques-Henri Gagnon : Germain Caillé
- Benoît Gouin : Louis Cloutier
- Marc-André Grondin : Martin Lafond-Cloutier
- Amy Khoury
- Geneviève L'Allier-Matteau : Mélanie Éthier-Major
- Ève Lemieux : Joséphine Caillé
- Robert Marien : Pierre Décarie
- Élyse Marquis : Léa
- Isabelle Miquelon : Isabelle
- Marie-Josée Poirier : Christine Caillé
- Francis Reddy : Marc-Antoine
- Geneviève Rioux : Françoise
- Gabriel Sabourin : Philippe Bédard
- Paul Savoie : Arthur Mondoux
- Caroline St-Onge : Carole
- François Tassé : Jacques Éthier
- Patricia Tulasne : Diane
- Alain Zouvi : Benoit Major

## Fiche technique
- Auteure : Lise Payette
- Réalisateur-coordonnateur : Christian Martineau
- Assistante à la coordination : José Thibault
- Directrice des Dramatiques : Myrianne Pavlovic
- Chef de production : Claudine Cyr
- Administratrice : Roselyne Slythe
- Réalisatrices : Constance Paré et Monique Brassard
- Assistantes à la réalisation : Mireille Bienvenu et Ginette Panneton
- Assistants à la production : Jean Bouchard et Benoît Maher (scènes extérieures)
- Directeur de site : Ronald Luttrell
- Décors : Claude Leblanc, Jean Bélisle et Nicole Breton
- Costumes : Lise Bernard, Denise d'Argy, Gisèle Morrissette
- Maquillage : Denise Pelletier, Diane Lapointe
- Coiffure : Guy Roy, Linda Comeau
- Ensemblier : Luc Bertrand, Jean Desjardins, Roxanna Irigoyen
- Chef machiniste : Marcel Richer
- Musique : Jean Fernand Girard
- Recherchiste Internet : Carmen Bourque
- Secrétaire de production : Nathalie Gauthier